# Эспаньяк, Фредерика
Фредерика Эспаньяк (фр. Frédérique Espagnac; род. 19 апреля 1972, Тарб, Верхние Пиренеи) — французский политик, член временного коллегиального руководства Социалистической партии (2017—2018).

## Биография
Окончила Высшую школу экономических и коммерческих наук, а также получила степень магистра делового администрирования в Оксфордском университете. Работала консультантом в Европейской комиссии и ЮНЕСКО, затем являлась пресс-секретарём председателя Национального собрания и Франсуа Олланда, а также первым секретарём Социалистической партии.
В 2004 году избрана депутатом регионального совета Аквитании.

В 2008—2015 годах — депутат муниципального совета По.

В 2011 году избрана сенатором от департамента Атлантические Пиренеи.
В 2014 году вместе с Люком Карвунасом, Гаэтаном Горсом и Дидье Гийомом вступила в борьбу за пост председателя социалистической фракции Сената, но не добилась успеха.
С 2015 года — депутат регионального совета Новой Аквитании.
В 2012 году стала пресс-секретарём Социалистической партии, в 2017 году — президентской кампании Бенуа Амона.
8 июля 2017 года Национальный совет Соцпартии проголосовал за учреждение, ввиду отставки Жана-Кристофа Камбаделиса, временного коллегиального руководства партии в составе 16 человек, включая Фредерику Эспаньяк.